# Lilavati
Lilavati fou reina de Polonnaruwa fins a tres vegades (1197-1200, 1209-1210 i 1211-1212). Era vídua de Parakramabahu I i el Mahavansa diu que descendia de la raça de la Lluna i el Sol (o sigui que era de sang reial i dona d'alta dignitat)
El 1197, després d'uns anys de govern efímers, el general Kirti Senevirat, va donar un cop d'estat, va deposar i cegar a Codaganga i la va posar al tron. Va regnar tres anys i es diu que de manera sàvia. Fou llavors deposada per Sahassa Malla, "el rei cor de lleó" 
El 2009 el general Camanakka va assassinar al rei Anikanga i va proclamar per segona vegada a Lilavati, però va conservar el poder efectiu; al cap de nou mesos el general i la reina foren derrotats i expulsats per un exèrcit mercenari indi dirigit per un guerrer de nom Lokisara, que va obtenir una victòria a Polonnaruwa.
Al cap de nou mesos Lokisara fou deposat pel comandant en cap de l'exèrcit, Parakrama, que va posar en el tron per tercer cop a Lilavati. Però al cap de set mesos Parakrama fou derrotat pel seu homònim el rei de Pandya Parakrama i el general i la reina foren expulsats del poder.
No s'esmenta quan va morir.